# Dalkoz, Bayramören
Dalkoz là một xã thuộc huyện Bayramören, tỉnh Çankırı, Thổ Nhĩ Kỳ. Dân số thời điểm năm 2010 là 94 người.